# Ivan Belyayev
Ivan Belyayev (Unión Soviética, 10 de agosto de 1935) fue un atleta soviético, especializado en la prueba de 3000 m obstáculos en la que llegó a ser medallista de bronce olímpico en 1964.

## Carrera deportiva
En los JJ. OO. de Tokio 1964 ganó la medalla de bronce en los 3000 m obstáculos, con un tiempo de 8:33.8 segundos, llegando a meta tras el belga Gaston Roelants (oro con 8:30.8 s que fue récord olímpico) y el británico Maurice Herriott (plata).